# Erythroneura aza
Erythroneura aza är en insektsart som beskrevs av Robinson 1924. Erythroneura aza ingår i släktet Erythroneura och familjen dvärgstritar. Inga underarter finns listade i Catalogue of Life.